# Риско, Альберто
Альбе́рто Ри́ско Альканта́ра (исп. Alberto Risco Alcántara; род. 30 августа 2005, Кордова, Испания) — испанский футболист, полузащитник клуба «Хетафе».

## Клубная карьера
27 апреля 2024 года Риско дебютировал за основную команду «Хетафе» в матче чемпионата Испании против «Альмерии», выйдя на замену на 80-й минуте вместо Луиса Мильи.